# Leptochiton otagoensis
Leptochiton otagoensis är en blötdjursart som först beskrevs av Tom Iredale och Hull 1929.  Leptochiton otagoensis ingår i släktet Leptochiton och familjen Leptochitonidae. Inga underarter finns listade i Catalogue of Life.